# Fred Uhlman

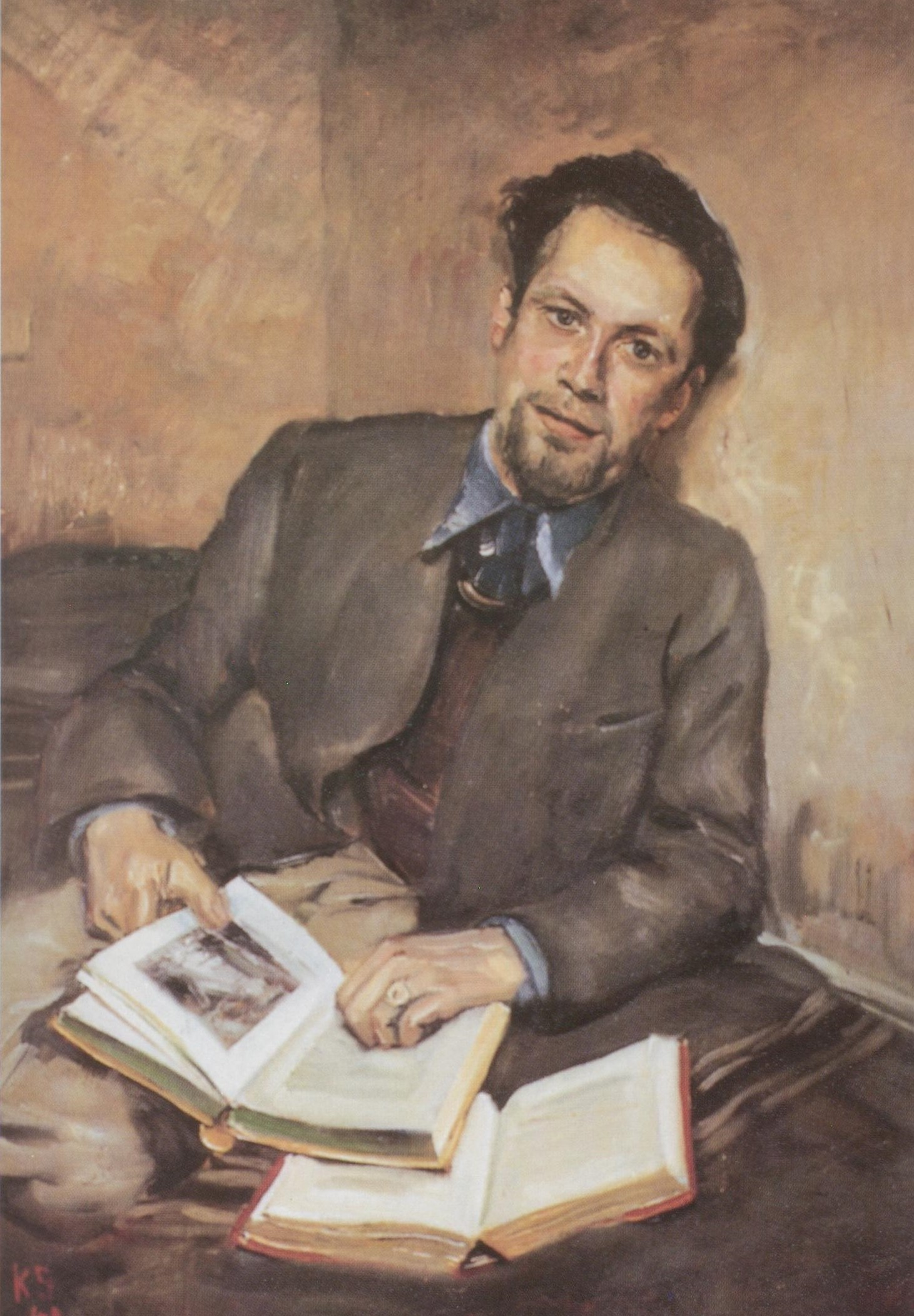
Retrato de Fred Uhlman, 1940, realizado por Kurt Schwitters

Fred Uhlman (Stuttgart, Alemania, 1901 - Londres, 1985) fue un escritor y pintor alemán de origen judío.

## Biografía
Realizó sus estudios y ejerció su profesión de abogado en Alemania hasta que abandonó su país por miedo a la persecución del régimen nazi, cruzando la frontera con Francia en 1933. Llegó a París donde su titulación como abogado no le fue de utilidad y se dedicó a la pintura para sobrevivir. Más tarde se dedicó a diversos negocios de índole variada.
Fue un prestigioso pintor aunque alcanzó la fama como escritor. En 1936 pasó un breve período en España donde conoció a Diana, una mujer inglesa que se encontraba de vacaciones y que se convirtió en su mujer. Ese mismo año se trasladó a Inglaterra sin saber inglés, donde a pesar de su condición permanente de extranjero se enamoró del campo inglés, por el recuerdo de su tierra natal.
Fundó la Liga Libre para la cultura para ayudar a los artistas y científicos exiliados de Alemania y que intentó atraer a personajes tales como Einstein. A causa de su origen alemán fue recluido en un campo de prisioneros durante 6 meses por ser sospechoso de espionaje.
Su obra más aclamada fue la novela Reencuentro (1971), escrita en un momento de su vida en el que él mismo reconocía haber fracasado como pintor. La novela fue prologada por Arthur Koestler y se convirtió en un superventas. La segunda parte de esa novela se llamó Un alma valerosa.